# 獲卡恩斯布魯克足球會
獲卡恩斯布魯克足球會（FC Wacker Innsbruck）是一支位於奧地利提洛州首府因斯布魯克已解散的足球會，成立於1915年，由Jakob Hanspeter、Benedikt Hosp、Josef Leitner、Josef Albrecht和其他一些不知名的足球愛好者共同成立，但由於管理層和球員之間的分歧很快解散，並更名為FC Sturm Innsbruck，由於第一次世界大戰的影響，球會在1918年被迫暫停。1923年，球會重新以獲卡恩斯布魯克成立，直到1964年，獲卡恩斯布魯克首次參加奧地利A級聯賽，即今天的奥地利足球超级联赛，並在1971年贏得第一個冠軍。獲卡恩斯布魯克在1970年代經歷全盛時期，當時獲卡與WSG華登斯（WSG Swarovski Wattens）合併組隊成SSW恩斯布魯克（SSW Innsbruck）參加比賽，期間贏得五次奧地利聯賽冠軍，並進入1977–78年歐洲冠軍盃半準決賽階段，
1981年，SSW恩斯布魯克經歷第一次降級，1986年更名為獲卡恩斯布魯克，然而新成立的球隊施華洛斯基提洛爾（FC Swarovski Tirol）獲得球會的管理權，獲卡恩斯布魯克被迫降至在第八級聯賽中比賽，但很快在1992年成功晉級到第四級聯賽。1992年施華洛斯基提洛爾解散，獲卡恩斯布魯克重新獲得奧地利職業聯賽許可證，並參加1992–93年歐洲足協盃。然而他們只在聯賽中打了一個賽季，提洛爾恩斯布魯克成立，獲卡恩斯布魯克再次失去聯賽許可證。1999年，球會被迫參加提洛州第四級州聯賽。由於已經降至提洛州最低級別，因此在1999年5月20日的主股東大會上決定解散球會。

## 榮譽
- 奥地利足球超级联赛冠軍: 5

 ：1970–71, 1971–72, 1972–73, 1974–75, 1976–77
- 奥地利盃冠軍: 6

 ：1969–70, 1972–73, 1974–75, 1977–78, 1978–79, 1992–93
- 米杜柏杯冠軍: 2

 ：1974–75, 1975–76

## 歐洲賽紀錄
| 賽季    | 賽事           | 階段   | 對賽球會         | 首回合 | 次回合 | 總比數 |  |
| ------- | -------------- | ------ | ---------------- | ------ | ------ | ------ |  |
| 1970–71 | 歐洲盃賽冠軍盃 | 第一圈 | 柏迪遜地拉拿     | 3–2    | 2–1    | 5–3    |  |
| 1970–71 | 歐洲盃賽冠軍盃 | 第二圈 | 皇家馬德里       | 0–2    | 1–0    | 1–2    |  |
| 1971–72 | 歐洲冠軍球會盃 | 第一圈 | 賓菲加           | 1–3    | 0–4    | 1–7    |  |
| 1972–73 | 歐洲冠軍球會盃 | 第一圈 | 基輔戴拿模       | 0–1    | 0–2    | 0–3    |  |
| 1973–74 | 歐洲冠軍球會盃 | 第一圈 | 索菲亞中央陸軍   | 0–1    | 0–3    | 0–4    |  |
| 1974–75 | 歐洲足協盃     | 第一圈 | 慕遜加柏         | 2–1    | 0–3    | 2–4    |  |
| 1975–76 | 歐洲冠軍球會盃 | 第一圈 | 慕遜加柏         | 1–1    | 1–6    | 2–7    |  |
| 1976–77 | 歐洲足協盃     | 第一圈 | 史達             | 2–1    | 5–0    | 7–1    |  |
| 1976–77 | 歐洲足協盃     | 第二圈 | 費夏華           | 1–1    | 0–1    | 1–2    |  |
| 1977–78 | 歐洲冠軍球會盃 | 第一圈 | 巴素利           | 0–1    | 3–1    | 3–2    |  |
| 1977–78 | 歐洲冠軍球會盃 | 第二圈 | 些路迪           | 3–0    | 1–2    | 4–2    |  |
| 1977–78 | 歐洲冠軍球會盃 | 第三圈 | 慕遜加柏         | 3–1    | 0–2    | 3–32   |  |
| 1978–79 | 歐洲盃賽冠軍盃 | 第一圈 | 薩列比索斯諾維茨 | 3–2    | 1–1    | 4–3    |  |
| 1978–79 | 歐洲盃賽冠軍盃 | 第二圈 | 葉士域治         | 0–1    | 1–1    | 1–2    |  |
| 1979–80 | 歐洲盃賽冠軍盃 | 第一圈 | 科希策火車頭     | 1–2    | 0–1    | 1–3    |  |
| 1983–84 | 歐洲盃賽冠軍盃 | 第一圈 | 科隆             | 1–0    | 1–7    | 2–7    |  |
| 1984–85 | 歐洲足協盃     | 第一圈 | 皇家馬德里       | 2–0    | 0–5    | 2–5    |  |
| 1985–86 | 歐洲足協盃     | 第一圈 | RFC列日          | 1–3    | 0–1    | 1–4    |  |
| 1992–93 | 歐洲足協盃2    | 第一圈 | 羅馬             | 1–4    | 0–1    | 1–5    |  |

- 1. 慕遜加柏憑作客入球出線。
- 2. 以施華洛斯基提洛爾（FC Swarovski Tirol）繼任者身份參賽。

## 備注
1. ↑   (PDF). www.tirol.gv.at.   [2016-12-08].
 （页面存档备份，存于）